# Волшебница (картина Уотерхауса)
«Волшебница» (англ. The Sorceress) — картина британского художника Джона Уильяма Уотерхауса, написанная между 1911 и 1915 годами. Картина стала третьим изображением классического мифологического персонажа Цирцеи, после «Цирцея подаёт бокал Одиссею» (1891) и «Цирцея» (1892). Находится в частной коллекции. На обороте картины подписано её имя, кроме этого леопард и прялка также подчёркивают, что это именно Цирцея.

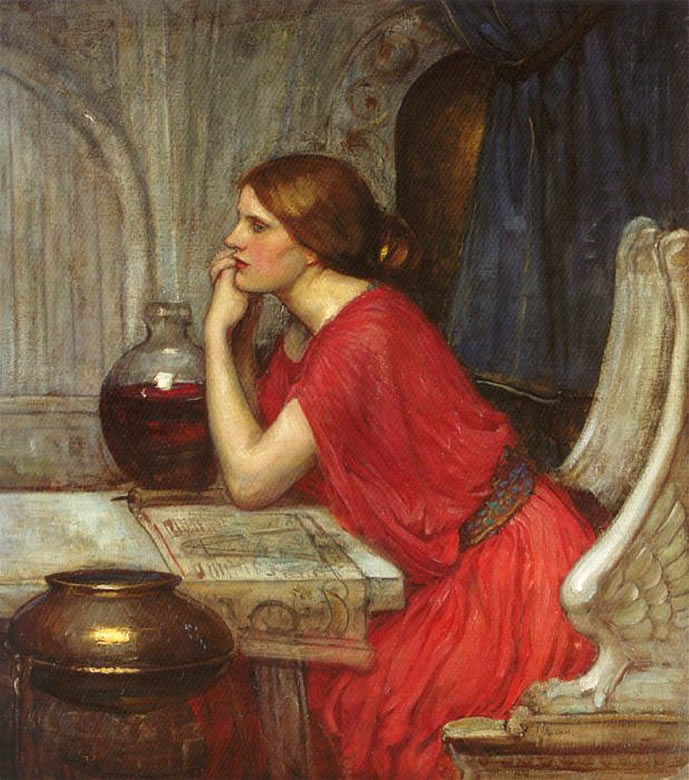
Эскиз к «Волшебнице» (1911; 61×51 см; частная коллекция).

Существует две версии «Волшебницы», обе находятся в частных коллекциях. На эскизе 1911 года художник изобразил тёмно-волосую женщину, однако на конечном варианте картины Цирцея — рыжеволосая.

## Описание и анализ
На полотне художник изобразил Цирцею в её доме на острове Ээя. В отличие от двух предыдущих полотен, показывающих Цирцею как могущественную женщину, эта картина показывает не божественную, а человеческую сторону Цирцеи. Волшебница показана сидящей за столом скорее задумчивой и спокойной, чем пугающей. На столе расположены книга заклинаний и бутылка с магическим зельем, что подчеркивает её интеллектуальность и божественное коварство. Рядом на столе лежит упавшая чаша с вином, что также может указывать на её человеческие чувства и амбиции. Цирцея вряд ли случайно опрокинет любой предмет. Она явно опрокинула его намеренно, оставляя эту загадку в картине неразрешённой.